# Onthophagus vitulus
Onthophagus vitulus är en skalbaggsart som beskrevs av Fabricius 1776. Onthophagus vitulus ingår i släktet Onthophagus och familjen bladhorningar. Inga underarter finns listade i Catalogue of Life.